# Ito konnyaku
El ito konnyaku (糸蒟蒻?) es un alimento japonés que consiste en konjac (Amorphophallus konjac) cortado en pequeñas tiras muy similares a fideos. Se suele vender en bolsas de plástico acompañadas de agua. Se emplea en el sukiyaki y el oden. El nombre de este alimento se traduce literalmente como "hilos-konjac", El ito-konnyaku no debería confundirse con el shirataki.